# Nagy Réka (színművész)
Nagy Réka (Sepsiszentgyörgy, 1941. november 19. –) magyar színésznő.

## Életpályája
Anyai ágon az erdélyi örmény Fugulián / Fogolyán család  leszármazottja. Dr. Fogolyán Edit és dr. Fogolyán Kristóf unokája. Sepsiszentgyörgyön született, 1941. november 19-én. A marosvásárhelyi Szentgyörgyi István Színművészeti Intézetben szerzett színészi diplomát 1963-ban. Pályáját a Kolozsvári Állami Magyar Színházban kezdte.
1976-ban áttelepült Magyarországra, itt először a Nemzeti Színházhoz szerződött. 1978-tól a Pécsi Nemzeti Színház társulatának tagja volt. 1988 és 1999 között a zalaegerszegi Hevesi Sándor Színház színésznője volt. Vendégművészként gyakran szerepelt a Miskolci Nemzeti Színházban is.

## Fontosabb színházi szerepei
- Arthur Miller: Pillantás a hídról... Catherina
- William Shakespeare: Rómeó és Júlia... Capuletné
- William Shakespeare: A makrancos hölgy... Bianca
- Georges Feydeau: Bolha a fülbe... Raymonde
- Anton Pavlovics Csehov: Ványa bácsi... Vojnyickaja
- Jevgenyij Lvovics Svarc: Hókirálynő... Hókirálynő
- Neil Simon: Ilyen nincs! (Pletykák)... Cookie
- Marcel Achard: A bolond lány... Jozefa
- Mary Chase: Barátom, Harvey... Ruth
- Szigligeti Ede: Liliomfi... Mariska
- Heltai Jenő: A néma levente... Zilia
- Szép Ernő: Lila ákác... Bizonyosné
- Barta Lajos: Szerelem... Szalayné
- Móricz Zsigmond: Nem élhetek muzsikaszó nélkül... Zsani néni
- Bíró Lajos: Sárga liliom... Judit
- Tersánszky Józsi Jenő: Kakuk Marci... Csuri Linka
- Lázár Ervin: Dömdödöm... Ló Szerafin, a kék csodaparipa
- Sütő András: Csillag a máglyán... Antónia nővér
- Kálmán Imre: Csárdáskirálynő... Stázi; Klementina
- Ábrahám Pál: Bál a Savoyban... Daisy
- Hervé: Nebáncsvirág... Ágota nővér
- Alan Jay Lerner: My Fair Lady... Mrs. Higgins

## Filmek, tv
- A szerelem kora (1963)
- Asszonyok kálváriája (1966)
- Cîntecele marii (1971)
- B.D. la munte şi la mare (1971)
- A különleges brigád (1971)
- Szent Teréz és az ördögök (1972)
- Pistruiatul – A szeplős (sorozat, 1973)
- Trei scrisori secrete (1974)
- Dragostea începe vineri (1974)
- Ámokfutás (1974)
- Kísértet Lublón (1976)
- Anyám könnyű álmot ígér (1979)
- O lume fara cer (1981)
- Shakespeare: Rómeó és Júlia (színházi előadás tv-felvétele, 1986)